# MotorStorm: Pacific Rift
MotorStorm: Pacific Rift es la segunda entrega de la saga de videojuegos MotorStorm, desarrollada por Evolution Studios y publicada por Sony Computer Entertainment para la consola PlayStation 3.
Se deja atrás el desierto cálido y seco llamado Monument Valley trasladando al participante a una isla del Pacífico en la que se mezclan paisajes con picos nevados, volcanes en actividad, junglas cerradas y pantanos cerrados por la vegetación. Una inteligencia artificial brinda a los jugadores desafiantes y brutales competencias en las que el principal logro será llegar a la meta.

## Pistas y vehículos
Con 16 circuitos, siete clases de vehículos y la posibilidad de que 12 participantes jueguen en línea sobre el sistema PlayStation Network, el título se torna adictivo y las competencias, de la mano del sistema de visualización permite disfrutarlo en tiempo real.
Jugando sin conexión en línea, son 4 jugadores simultáneos permitidos que podrán apreciar el título mediante pantalla dividida.
Completan la fórmula 51 automóviles de la versión original de MotorStorm divididos según su categoría: motos, buggies, grandes camiones, coches de rally, pisabarros, rancheras y los conocidos monster trucks con los que no es necesario esquivar a los contrarios ya que se los puede pasar por arriba directamente.
Ciertos logros en la competencia brindarán trofeos y con ellos se desbloquean nuevos pilotos y vehículos con mejores o diferentes capacidades.
Un nuevo sistema de cámaras permite una mejor visualización de los accidentes y de los daños en los autos.
Además de la opción sobre la cantidad de jugadores existen varios modos de juego entre ellos destacamos el novedoso checkpoint cuya finalidad es lograr el mejor tiempo de la pista pero tomando en sumatoria diferentes etapas del recorrido.

## Cierre de los servidores
El 21 de julio de 2012 Evolution Studios informa que el primer día de octubre del mismo año los servidores de MotorStorm: Pacific Rift cierran definitivamente . Imposibilitando poder volver a jugar en línea pero aún se pueden visualizar algunas otras funciones relacionadas al modo en línea.